# Trittico di Dresda
Il Trittico di Dresda, chiamato anche Trittico Giustiniani, è un dipinto olio su tavola di Jan van Eyck, commissionato dalla famiglia di mercanti genovesi Giustiniani e databile al 1437 e conservato nella Gemäldegalerie Alte Meister di Dresda.

## Descrizione
Il piccolo altare portatile mostra al centro Maria con il bambino Gesù, sulla sinistra San Michele e il donatore, mentre a destra si trova santa Caterina d'Alessandria. Il dipinto è chiudibile e sul retro delle ante è rappresentata l'Annunciazione in grisaille. La cornice marmorizzata è originale e reca iscrizioni all'interno.
La scena interna è ambientata in una chiesa romanica inondata dalla luce che proviene da più aperture. Ricchissima e variegata a seconda dei materiali è la resa dei dettagli, possibile solo con la tecnica della pittura a olio. Le numerose statue e i bassorilievi dipinti concorrono anche, col loro valore simbolico, a precisare il significato religioso dell'opera, soprattutto tramite riferimenti all'antico testamento.
In terra il pavimento, coperto da un prezioso tappeto turco, crea un suggestivo scorcio prospettico, che però è ben diverso da quello dei dipinti del Rinascimento italiano. La linea dell'orizzonte è infatti più alta (da ciò deriva l'effetto "avvolgente" del dipinto) e la scansione spaziale in profondità è più intuitiva che geometrica, infatti a ben notare i personaggi sono leggermente sovradimensionati rispetto all'architettura, anche se ciò non si percepisce a uno sguardo d'insieme.